# Баквері
Баквері — один з народів Камеруну. За мовою та походженням належить до родини банту, а в більш вузькому сенсі — до сава, «прибережних народів Камеруну».

## Історія
Відповідно до фольклору баквері, їхньою прабатьківщиною є Мбоко, область на південний захід від вулкану Камерун. Пращури баквері, імовірно, мігрували до сучасного місця розселення на схід від вулкану в XVIII столітті. Від передгір'я вони поступово розселились узбережжям, вверх річкою Мунго та різними струмками, що до неї впадають, заснувавши безліч сіл.
Від XV століття баквері часто були посередниками між корінним населенням регіону й португальцями. 1884 року їхні землі потрапили під німецьку колонізацію. 1891 року вождь клану ґбеа виступив проти заборони німцями проведення судів-ордалій, а в грудні 1894 року баквері підбурили повстання в Буеа, що завершилось невдачею та в результаті якого вони втратили всі права в німецькій колонії. 1901 року до Буеа було перенесено адміністративний центр колонії.
1916 року, під час Першої світової віни Німецький Камерун був окупований Великою Британією та Францією. Район проживання баквері від 1918 року належав до підмандатної території Британський Камерун, причому британці застосовували політику так званого «непрямого управління», надавши місцевим вождям, у тому числі й баквері, досить широкі повноваження. Однак за британського правління почалась масова міграція робітників з народу ігбо з сусідньої Нігерії до області проживання баквері, що створило в регіоні етнічну напруженість.

## Розселення
В сучасному Камеруні баквері, в основному, проживають у Південно-Західному регіоні, займаючи понад 100 сіл. Також баквері переважають в адміністративному центрі регіону, місті Буеа. Дотепер триває суперечка між комітетом земельних претензій баквері й камерунським урядом щодо приналежності колишніх земель баквері, вилучених ще німецькими колоністами під плантації.

## Культура
Спадкування в родинах баквері відбувається за чоловічою лінією, майно після смерті батька спадкує старший син. Первинно для суспільства баквері було характерним багатоженство, однак із поширенням серед них християнства той звичай практично зник. У традиційних родинах рішення про шлюб приймається тоді, коли майбутнє подружжя ще є дітьми, а іноді й до їхнього народження. Після весілля батько чи родич дружини отримує за неї придане, й від того часу дружина вважається членом родини чоловіка. У разі смерті чоловіка дружину «успадковує» його найближчий старший за віком брат. Жінки в традиційному суспільстві баквері вважаються власністю своїх чоловіків, але при цьому можуть мати власну пашню й худобу.
Християнізація баквері почалась ще у XIX столітті, втім значного поширення та релігія сягнула серед них лише до 1970-их років. Нині майже всі баквері належать до протестантських євангельських конфесій, в основному до баптистів, хоч серед деяких груп дотепер зберігаються елементи культу пращурів і віра в лісових і морських духів, на честь яких вони влаштовують свята.
Серед баквері донині поширені традиційні ремесла, що передаються з покоління в покоління. Передусім вони виготовляють різні предмети меблів, а також оздоблення капелюхів і ткацтво. У баквері збереглось багато ритуальних танків, що виконуються як просто задля задоволення, так і, наприклад, спеціальних «чоловічих», покликаних продемонструвати глядачам мужність виконавців. Окрім того, у баквері збереглась особлива «мова барабанів», за допомогою якої одна група може передати іншій певні новини.